# Антоній (Рафальський)
Антоній Рафальський (світське ім'я Григорій Антонович Рафальський; 19 лютого 1789, Нуйно, Волинське воєводство  — 16 листопада 1848, Санкт-Петербург) — український релігійний діяч 19 століття. Вихованець греко-католицької духовної семінарії та Київської духовної академії. Намісник Почаївської Лаври.
Єпископ Відомства православного сповідання Російської імперії; від 17 січня 1843 — Митрополит Новгородський, Санкт-Петербурзький, Естляндський і Фінляндський та прем'єр-член (головуючий) Святійшого Синоду.

## Життєпис
Народився 19 лютого 1789 року в сім'ї сільського греко-католицького священика Антона Рафальського. На той час село Нуйно належало до Волинського воєводства Речі Посполитої, через 6 років внаслідок 2-го поділу Речі Посполитої село перейшло до Російської імперії і було віднесене до Ковельського повіту Волинського намісництва, а згодом — Волинської губернії. Нині це Камінь-Каширський район Волинської області України.

### Навчання
Навчався у греко-католицькій василіянській семінарії. 1800—1809 — продовжив навчання вже у православній Волинській духовній семінарії (Острог), найкращі випускники якої за казенний кошт направлялися у Київську духовну академію. 1807 — отримав направлення в академію, проте через хворобливість залишився у Волинській семінарії і викладав поезію в молодших класах.

### Священик
1809 р. — закінчив семінарію та 16 червня 1809 прийняв священичі свячення (на той момент уже одружився). 2 серпня цього ж року призначається благочинним та «надсматривающим у Николаевскую и Успенскую церкви» у містечку Бердичів Волинської губернії. В указі про його призначення вказується: «как в Бердичеве всегда бывает великое и в знаменитости отличное по коммерции знатных разного звания людей собрание, по торговли собранных, а многия из таковых имеют и всегдашнее в нем жительство. Каковое обстоятельство, а равно и постановление по производящемуся делу от князя Радзивила отобранных им от Бердичевских церквей вышеписанных церковных фундушовых земель и других угодий требует необходимаго оных церквей наблюдателя всегдашняго личнаго тамо его пребывания…».
1812 — рятуючись від військ Наполеона, вивіз до Росії єпархіальні архіви та бібліотечні фонди семінарії. 1813 р. — нагороджений протоієрейським саном і призначений у парафію при Острозькому Свято-Воскресенському храмі.
1815 — звільнений від викладання в семінарії та залишений її економом, а також економом архієрейського будинку. 1818 р. — призначений катедральним протоієреєм. Взяв активну участь у відбудові єпископського палацу, знищеного в часи війни 1812 року.
1821 — овдовів.

### Постриг
Від 1823 р. був членом консисторії Волинської єпархії.
1830 — переведений до православної парафії Крем'янця. З 1831 — вчитель Закону Божого в Кременецькому ліцеї, кардинально реформованому після придушення польського повстання 1830—1831.
20 листопада 1832 — прийняв чернечий постриг з іменем Антоній та, за розпорядженням московського митрополита Філарета (Дроздова), був возведений у сан архімандрита.
9 квітня 1833 — затверджений намісником Почаївської Лаври, незадовго до того відібраної від уніатів і переданої православним. Активна діяльність нового намісника на ниві навернення уніатів у православ'я привернула увагу військового губернатора Подільської та Волинської губерній Якова Потьомкіна та генерал-губернатора Василія Лєвашова, а через них — і російського імператора Ніколая I.

### Єпископ
8 липня 1834 — хіротонізований на єпископа Варшавського і Новогеоргіївського, а водночас — вікарія Волинсько-Житомирської єпархії. Став першим очільником новоутвореної православної Варшавської єпархії, парафії якої до того входили до Волинської єпархії. Вибір випав на Антонія як активного поборника православ'я — з метою насадження останнього на теренах Польщі, а також завдяки володінню польською та латинськими мовами. З 5 жовтня 1840 через перетворення Варшавської єпархії на архієпархію став архієпископом.
Будучи єпископом, збудував у своєму рідному селі Нуйно церкву Покрови Богородиці, де у крипті поховано прах його батьків. 

### Митрополит
17 січня 1843 — у день смерті митрополита Серафима (Глаголевського) Антонія призначено митрополитом Новгородським і Петербурзьким. Ініціатором цього призначення на одну з найважливіших єпархії РПЦ був цар Микола I, який запримітив Антонія ще на посаді намісника Почаївської Лаври.
Перебуваючи на посаді, сприяв розвитку іконопису та духовної освіти. За його клопотанням було відновлено Воскресенський дівочий монастир.
За спогадами архімандрита Амвросія, митрополит Антоній 1845 року виклопотав своєму двоюрідному брату, архімандриту Єрофею, посаду Острозького вікарного єпископа.
Антоній був у конфлікті з впливовим при дворі обер-прокурором Святійшого Синоду Миколою Протасовим. Митрополит вів розкішне, гуляще життя. По Петербургу ходили поголоси про нього як про сибарита та вельможу. Внаслідок ворогування з обер-прокурором і аморального способу життя Антоній втратив авторитет і практично не відігравав жодної ролі в церковному управлінні.
В грудні 1845 року його несподівано паралізувало, але посаду митрополита Петербурзького та Ладозького обіймав до 4 листопада 1848 року, коли пішов у відставку з причини «тяжкої та довготривалої хвороби». Найвищим рескриптом катедру було ввірено Никанору (Клементьєвському).
Помер 16 листопада 1848. Відспівування відбулося на третій день у Свято-Духівської церкви Олександро-Невської лаври з митрополитом Іоною (Васильєвським) на чолі, у співслужінні архієпископа Херсонського Інокентія (Борисова), за присутності царя Миколи I та деяких членів його родини.

## Нагороди та пам'ять
Отримав від царя Ніколая I орден Святої Анни, а згодом і найвищу нагороду Російської імперії — орден Андрія Первозванного.
В 2001 році, в його рідному селі на церкві Покрови Богородиці, збудованій його старанням, розміщено пам'ятну дошку.